# サリバン郡 (ニューハンプシャー州)
サリバン郡（英: Sullivan County）は、アメリカ合衆国ニューハンプシャー州の郡である。人口は4万3063人（2020年）  。郡庁所在地はニューポートであり、同郡で人口最大の都市はクレアモントである。

## 歴史
サリバン郡は1827年に組織化され、郡名はアメリカ独立戦争の英雄で、ニューハンプシャー州知事を務めたジョン・サリバンに因んで名づけられた。郡域はチェシャー郡の北部から取られた。

## 政治
| 年     | 民主党       | 共和党       |
| ------ | ------------ | ------------ |
| 2012年 | 55.5% 12,166 | 42.3% 9,269  |
| 2008年 | 58.2% 13,249 | 40.3% 9,169  |
| 2004年 | 52.4% 11,434 | 46.5% 10,142 |
| 2000年 | 44.1% 8,224  | 49.8% 9,304  |

## 地理
アメリカ合衆国国勢調査局に拠れば、郡域全面積は552平方マイル (1,430 km2)であり、このうち陸地537平方マイル (1,390 km2)、水域は15平方マイル (39 km2)で水域率は2.63%である。

### 隣接する郡
- グラフトン郡 - 北
- メリマック郡 - 東
- ヒルズボロ郡 - 南東
- チェシャー郡- 南
- ウィンダム郡 - 南西
- ウィンザー郡 (バーモント州) - 西

### 国立保護地域
- セントゴーデンス国立歴史史跡

## 人口動態
以下は2000年国勢調査による人口統計データである。
| 基礎データ - 人口: 40,458 人 - 世帯数: 16,530 世帯 - 家族数: 11,174 家族 - 人口密度: 29人/km2（75人/mi2） - 住居数: 20,158 軒 - 住居密度: 14軒/km2（38軒/mi2） 人種別人口構成 - 白人: 97.99% - アフリカン・アメリカン: 0.24% - ネイティブ・アメリカン: 0.29% - アジア人: 0.37% - 太平洋諸島系: 0.02% - その他の人種: 0.14% - 混血: 0.94% - ヒスパニック・ラテン系: 0.55% 先祖による構成 - イギリス系：16.9% - フランス系：14.7% - フランス系カナダ人: 11.7% - アメリカ人：10.7% - アイルランド系：10.0% - ドイツ系：6.2% - イタリア系：5.1% 言語による構成 - 英語：96.1% - フランス語：1.6% | 年齢別人口構成 - 18歳未満: 239% - 18-24歳: 6.4% - 25-44歳: 28.0% - 45-64歳: 25.9% - 65歳以上: 15.8% - 年齢の中央値: 40歳 - 性比（女性100人あたり男性の人口） - 総人口: 97.1 - 18歳以上: 93.5 世帯と家族（対世帯数） - 18歳未満の子供がいる: 29.4% - 結婚・同居している夫婦: 54.7% - 未婚・離婚・死別女性が世帯主: 8.6% - 非家族世帯: 32.4% - 単身世帯: 25.7% - 65歳以上の老人1人暮らし: 10.9% - 平均構成人数 - 世帯: 2.41人 - 家族: 2.88人 収入と家計 - 収入の中央値 - 世帯: 40,938米ドル - 家族: 48,516米ドル - 性別 - 男性: 32,185米ドル - 女性: 24,615米ドル - 人口1人あたり収入: 21,319米ドル - 貧困線以下 - 対人口: 8.5% - 対家族数: 5.2% - 18歳未満: 9.5% - 65歳以上: 8.8% |

## 都市と町
サリバン郡は14の町と1つの市に分けられている。未編入の村はそれが属する町に下に挙げる。

| - クレアモント市 - ニューポート町 - 郡庁所在地 - ギルド村 - アクワース町 - サウスアクワース村 - チャールズタウン町 - コーニッシュ町 - バロック村 - コーニッシュフラット村 - クロイドン町 - ゴーシェン町 | - グランサム町 - ラングドン町 - レンプスター町 - イーストレンプスター村 - プレーンフィールド町 - メリデン村 - スプリングフィールド町 - スナッピー町 - ジョージズミルズ村 - ユニティ町 - ワシントン町 |